# カール・リー (俳優)
カール・リー（Carl Lee、1926年11月22日 - 1986年4月17日）は、アメリカ合衆国の俳優。

## 出演作品
- 新セルピコ／孤独刑事最後の挑戦
- ゴードンの戦い
- スーパーフライ
- クール・ワールド